# 于文
于文（1953年—），河北任丘人，汉族，中华人民共和国政治人物、第十一届全国人民代表大会陕西地区代表。
毕业于陕西省高等医学专科学校护理专业。担任西安开米股份有限公司董事长。2008年起担任全国人大代表。